# إزالة الغشاء المخاطي الهدبي
التخليص المخاطي الهدبي (MCC)، أو النقل المخاطي الهدبي، تصف آلية التطهير الذاتي للمجاري الهوائية في الجهاز التنفسي. وهي التي تعتبر إحدى عمليتين وقائيتين للرئتين في إزالة الجزيئات المستنشقة بما في ذلك مسببات الأمراض قبل أن تتمكن من الوصول إلى الأنسجة الرقيقة للرئتين. تُوفر آلية التخليص الأخرى عن طريق السعال. تلعب إزالة المخاطية الهدبية دورًا رئيسيًا في النظافة الرئوية.
تعتمد فعالية التخليص المخاطي الهدبي على الخصائص الصحيحة لسائل سطح مجرى الهواء المنتج، كل من الطبقة الذائبة حول الأهداب والطبقة الهلامية المخاطية العلوية، وعدد ونوعية الأهداب الموجودة في بطانة المسالك الهوائية. عامل مهم هو معدل إفراز الميوسين. تعمل القنوات الأيونية منظم موصلية التليف الكيسي عبر الغشاء وقناة الصوديوم الطلائية معًا للحفاظ على الترطيب اللازم لسائل سطح مجرى الهواء.
أي اضطراب في عمل الأهداب المنتظمه عن كثب يمكن أن يسبب المرض. يمكن أن تسبب الاضطرابات في التكوين الهيكلي للأهداب عددًا من الاعتلالات الهدبية، ولا سيما خلل الحركة الهدبي الأولي. يمكن أن يتسبب التعرض لدخان السجائر في تقصير طول الأهداب